# معمر يوسف
معمر يوسف مواليد 3 أكتوبر 1989، هو لاعب كرة قدم جزائري يلعب مع شبيبة بجاية كمدافع.

## المسيرة الاحترافية

### أندية لعب لها
- أولمبي الشلف
- مولودية سعيدة
- سريع غليزان
- مولودية بجاية
- شباب بلوزداد
- وداد تلمسان
- شبيبة بجاية

## المشاركات الدولية
على المستوى الدولي، شارك معمر في عام 2011م مع منتخب الجزائر العسكري في بطولة كأس العالم العسكرية لكرة القدم التي أقيمت في ريو دي جانيرو، وكان قد شارك في المباراة النهائية ضد منتخب مصر والتي فازت فيها الجزائر بنتيجة 1-0.